# Société civile des producteurs phonographiques
La Société civile des producteurs phonographiques (SCPP) est une société française de gestion des droits des producteurs de musique, au même titre que la Société des producteurs de phonogrammes en France (SPPF). 

## Historique
La SCPP est créée à la suite de l'adoption de la loi du 3 juillet 1985 relative au droit d'auteur. 

### Présidents du conseil d’administration
- Paul Claude (1985-1986)
- Alain Lévy (1986-1989)
- René Guitton (1989-1993)
- Henri de Bodinat (1993-1995)
- Pascal Nègre (1995-2016)
- Thierry Chassagne (2016-2020)
- Olivier Nusse (depuis 2020)[2]

### Directeurs gérants de la SCPP
- Pierre Chesnais (1985-1986)
- Jean Michel Fava (1987-1988)
- Monique Laurent (1988-1996)
- Marc Guez (depuis 1996)

## Commission d'aide à la création
Une commission élue par l'assemblée générale de la SCPP examine chaque mois les dossiers de demande de subventions et soumet au conseil d'administration des propositions. Le conseil d'administration décide l'attribution des aides et la SCPP contrôle la réalisation de chaque projet.
La SCPP déclare vouloir « favoriser le renouvellement de la création musicale grâce notamment à l’émergence de nouveaux talents » et ainsi « aide les projets de démarrages ou de redémarrages de carrières ». Le détail des aides attribuées par la SCPP est le suivant :
- l'aide à la création d’enregistrements
- l'aide à la diffusion de spectacle vivant
- l'aide à la création de vidéomusiques
- les projets spéciaux

Cependant, la SCPP subventionne aussi de nombreux artistes qui ne sont pas en démarrage de carrière.
- voir liste des artistes subventionnés (liste établie en 2005)[1] :

En 2016, la presse révèle que les plus fortes sommes versées (en 2015), au titre du soutien aux jeunes créateurs le sont à des artistes établis, et constate que les albums les plus aidés n'appartiennent pas à des labels indépendants mais à des majors, :
1. Chimène Badi, Au-delà des maux (Universal) – 184 912 euros
2. Charles Aznavour, Encores (Universal) – 166 470 euros
3. La Légende du roi Arthur (Warner) – 151 090 euros
4. Eddy Mitchell, Quelque chose a changé (Universal) – 128 960 euros
5. Sur la route des Enfoirés (Les Restos du cœur) – 127 780 euros
6. Johnny Hallyday, De l'amour (Warner) – 115 932 euros
7. Zazie, Encore heureux (Universal) – 104 004 euros
8. Christophe, Les Vestiges du chaos (Universal) – 101 028 euros
9. Tribute to Alain Souchon (Universal) – 83 200 euros
10. Les Innocents, Mandarine (Sony) – 82 732 euros

La SCPP exerçant son droit de réponse, a réagi en affirmant (notamment) « qu'en 2015, 84 % du montant de ses aides aux producteurs et 94 % des projets aidés par la SCPP allant à des producteurs concernent des artistes non confirmés, dits jeunes talents ». Outre les 3 grandes sociétés internationales, dites « majors », 77 producteurs indépendants bénéficient à la SCPP d'un droit de tirage. »
En 2023, un rapport de la Cour des comptes révèle que les aides à la création sont décernées à des artistes établis. La méthode de répartition des aides est effectuée selon les droits générés par le répertoire de l'artiste, c'est le droit de tirage. Cette méthode favorise donc les artistes établis ayant un catalogue d’œuvres ancien et rémunérateur. « Elle concentre l’action artistique et culturelle sur les projets des trois producteurs les plus importants de la SCPP (les trois majors), qui bénéficiaient en 2021 de 87,5 % des aides au titre du droit de tirage ». La Cour des comptes a relevé que cette méthode a permis de décerner des aides au titre de 2021 pour des artistes décédés. Ainsi en  va-t-il de Johnny Hallyday et de Michel Delpech. Si c'est conforme au droit de tirage de ces artistes, c'est contraire à l'esprit du  législateur qui a voulu « privilégier la promotion de la diversité culturelle et le renouvellement de la création ».